# Вульферштедт
Вульферштедт (нем. Wulferstedt) — посёлок в Германии, в земле Саксония-Анхальт, входит в район Бёрде в составе коммуны Ам-Гросен-Брух.
Население составляет 817 человек (на 31 декабря 2008 года). Занимает площадь 16,18 км².

## История
Первое упоминание о поселении относится к 967 году.
1 января 2010 года, после проведённых реформ, Вульферштедт вошёл в состав коммуны Ам-Гросен-Брух.

## Галерея

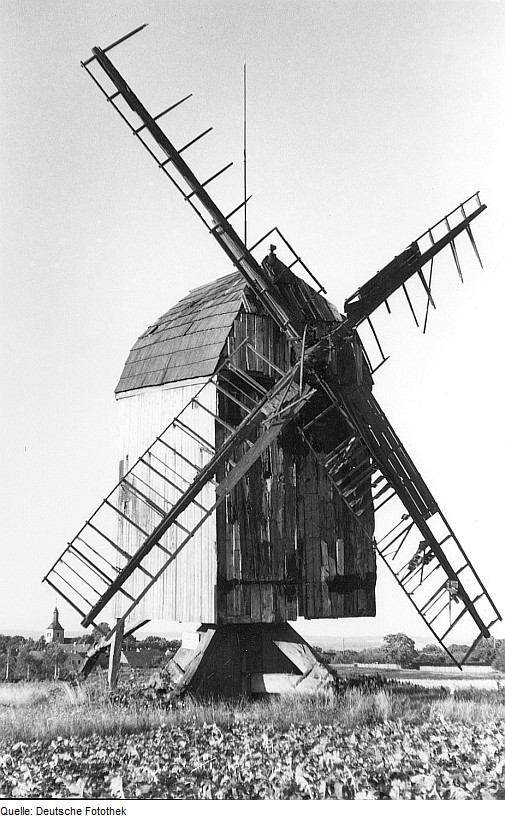
Старинная мельница, 1974 год